# Dionýsius z Arménie
Svatý Dionýsius z Arménie byl mnich a mučedník v Arménii. Je uváděn spolu se svatým Emiliánem a Šebestiánem.
Jeho svátek se slaví 8. února.